# Erich Kissing
Erich Kissing (* 27. September 1943 in Leipzig) ist ein deutscher Maler.

## Leben
Erich Kissing und seine Zwillingsschwester Anneliese sowie der 1937 geborene ältere Bruder Wolfgang wuchsen in Leipzig auf. Der Vater arbeitete als Klempner, Heizer und in ähnlichen Berufen, die Mutter war Hausfrau. Kissing lebt und arbeitet bis heute im 1935 erbauten Elternhaus in Leipzig-Knautkleeberg.
In der Grundschule erkannte Kissings Zeichenlehrer sein Talent und ermöglichte ihm von 1958 bis 1964 bei Herbert Hauschild und Johanna Hauschild Privatunterricht. Von 1960 bis 1962 absolvierte Erich Kissing eine Lehre als Offsetretuscheur beim Verlag Meißner & Buch in Leipzig. Daneben belegte er von 1961 bis 1964 Kurse an der Abendakademie der Hochschule für Grafik und Buchkunst Leipzig, wo Rolf Kuhrt, Walter Münze und Karl Krug seine Lehrer waren. Von Rolf Kuhrt ermuntert, bewarb er sich 1964 zum Studium an der Hochschule für Grafik und Buchkunst Leipzig. Er bestand die Aufnahmeprüfung und nahm 1965 das Studium auf. Dem Grundstudium von 1965 bis 1967 bei Werner Tübke und Hans Mayer-Foreyt folgte bis 1970 ein vertiefendes Studium der angewandten Grafik bei Wolfgang Mattheuer und Gerhard Brose, das er mit dem Diplom abschloss. Über die Jahre unternahm Kissing zahlreiche Studienreisen nach Rügen, Ungarn, Rumänien und in den Kaukasus.
Seit dem Diplom arbeitet Kissing als freischaffender Künstler. Lang nannte ihn unter den jüngeren Künstlern der Leipziger Schule, „die als die Epiker der sachlichen Tendenz bezeichnet werden könnten: Für sie ist das literarische Element, die Bild-Erzählung, charakteristisch“.
Kissing von 1970 bis 1990 Mitglied des Verbands Bildender Künstler der DDR. 1973 hatte er im Studiensaal der Graphischen Sammlungen des Museum der bildenden Künste seine erste Personalausstellung. Er hatte dann in der DDR eine bedeutende Zahl von weiteren Einzelausstellungen und Ausstellungsbeteiligungen, u. a. 1972/1973 und 1987/1988 an der VII. und X. Kunstausstellung der DDR in Dresden.
Um seinen Lebensunterhalt zu gewährleisten, war er zwischen 1995 und 1997 als Bühnenmaler in den Theaterwerkstätten der Oper Leipzig tätig.

## Werk
1968 begann Kissing mit dem kalendarischen Gemäldezyklus (13 Gemälde) „Vom Fliegen“, den er 1976 mit dem Gemälde „Am Strand“ abschloss. 1971 nahm er die fast zehnjährige Arbeit an dem großen Freundschaftsbild seiner Generation „Leipziger am Meer“ auf, eines der wenigen Gruppenbilder Leipziger Künstler.
Auf seinen Reisen an die Ostsee und in die rumänischen Karpaten entstanden zahlreiche Landschaftszeichnungen, die ein Gegengewicht zu den großformatigen figürlichen Ölbildern darstellen. Dass sie als eigenständige Werke und nicht als Vorstudien aufzufassen sind, bezeugt die 1980 entstandene Folge großformatiger Zeichnungen mit dem Motiv der Ostseeküste.
1979 begann er mit der Reihe der „Belebten Wiesen“ – mythologische Phantasiegemälde zu dem Thema Menschen und Fabelwesen.
Von 1980 bis 1982 arbeitete er an dem Bild „Entwurf für ein Denkmal“.
Bis 1984 dominierten die monumentalen Phantasiemotive sein Œuvre, während zwischen 1985 und 1987 Porträts und Landschaften bestimmend sind.
1988 führte Kissing zusammen mit Wolfram Ebersbach und Dietrich Wenzel das Wandbild zum Thema Fliegen an einer Turnhalle in Chemnitz aus. Der Entwurf für das 6 × 22 m große Bild stammt von Erich Kissing.
Als seine bedeutendste Werkgruppe gilt ein Zyklus großformatiger Kentaurenbilder, die seit 1997 entstehen und noch nicht abgeschlossen sind. Zuvor hatte Kissing das Motiv des Kentauren schon in einem kleinformatigen Gemälde mit dem Titel „Verwilderte Plantage“ 1993/94 aufgegriffen. In vielen dieser Kentaurenbilder ist der Maler selbst in der Rolle des Mischwesens zu sehen. Als Modelle dienten ihm auch immer wieder Künstlerfreunde, wie Wolfram Ebersbach im Bild „Turnier“ von 1998 bis 2000.

„Alles Zufällige, ausschweifend Erzählerische und Detailversessene tritt zugunsten plastischer Strenge und Verknappung der Form zurück, ohne den Eindruck des Naturwahren und Lebendigen auch nur ansatzweise aufzugeben.“

Dieser Eindruck der Formstrenge wird durch den feinkörnigen Malduktus des Künstlers zusätzlich verstärkt. Durch das Auftragen der dünnen Öllasuren mit einem feinen Pinsel entstehen auf dem Malgrund „vibrierende Licht- und Farbwerte“.
Kissing lernte von Werner Tübke die Technik der altmeisterlichen Lasur. Dabei werden mit einer schwarz-weiß Untermalung in Eitempera die Formen des Bildes herausmodelliert. So gewinnt das Gemälde in zahlreichen dünnen Lasuren aus Ölfarbe Farbigkeit, Tiefe und Plastizität.
Das Werk Erich Kissings umfasst 64 großformatige Gemälde (Stand: 2018).

## Ausstellungen seit der deutschen Wiedervereinigung
- Aschaffenburg, Kunsthalle Jesuitenkirche, Erich Kissing und Kerstin – Maler und Modell, 6. August – 1. November 2022[7]
- Frankfurt am Main, Galerie Schwind, Erich Kissing, 2012
- Bad Frankenhausen, Erich Kissing – Mythos Sehnsucht, 2010
- Wien, MUMOK, Gender Check, 13. November 2009 – 14. Februar 2010 (Beteiligung)
- Leipzig, Museum der bildenden Künste, 60/40/20. Kunst in Leipzig seit 1949, 4. Oktober 2009 – 10. Januar 2010 (Beteiligung)
- Leipzig, Museum der bildenden Künste, Kopf oder Zahl. Leipziger Gesichter und Geschichten 1858–2008, 2008/09 (Beteiligung)
- Leipzig, Neues Rathaus (Untere Wandelhalle), Stadtbilder Leipzig. Malerei, Handzeichnung, Druckgraphik, Videoarbeiten, 1998 (Beteiligung)
- Nürnberg, Germanisches Nationalmuseum, Lust und Last. Leipziger Kunst seit 1945, anschließend in: Leipzig, Museum der bildenden Künste und Hochschule für Grafik und Buchkunst, 1997 (Beteiligung)
- Dresden, Schloss, Zeit – Blick. Kunstlandschaft in Sachsen, 1994 (Beteiligung)
- Leipzig-Halle, Flugplatz, Vom Fliegen, 1992
- Altenburg, Lindenau-Museum, Cimpu lui Neag. Erich Kissing, Fotografien und Zeichnungen, 1990